# 巴黑·玉素甫
巴黑·玉素甫（1934年7月—2014年4月14日），男，维吾尔族，中国维吾尔医学家，新疆维吾尔自治区维吾尔医医院原内科主任，第二届国医大师。